# Marie Luise Kaschnitz
Marie Luise Kaschnitz (Karlsruhe, Alemania, 31 de enero de 1901-Roma, Italia, 10 de octubre de 1974) fue una escritora alemana de cuentos, novelas, ensayos y poesías. Se considera una figura importante en la literatura alemana del siglo XX.

## Biografía
Hija de un general de división, estudió en Weimar para ser bibliotecaria. Posteriormente trabajó en una editorial en Múnich y luego en una librería en Roma. En 1925 contrajo matrimonio con el arqueólogo Guido Freiherr von Kaschnitz-Weinberg, con quien residió en Roma, Königsberg, Marburgo y Fráncfort del Meno; con él también viajó por Francia, Italia y Grecia. En 1941 se establece definitivamente en Fráncfort del Meno y tras la muerte de su marido, en 1958, también vivió temporalmente en su residencia familiar de Bollschweil, cerca de Friburgo de Brisgovia.

## Obra
Sus cuentos, por los que recibió importantes reconocimientos, son de tipo psicológico y expresan con gran belleza poética sus propios puntos de vista en diversas etapas de su vida.
Entre ellos destacan Lange Schatten (Largas Sombras), Das dicke Kind (La niña gorda), su cuento favorito, y Popp und Mingel (Popp y Mingel), en el que, contando una anécdota cotidiana, narra la experiencia psicológica de un niño que se da cuenta de que acaba de dejar de serlo para convertirse en un adolescente.
Entre los poemarios que publicó a lo largo de su vida destaca especialmente Beschreibung eines Dorfes ('Descripción de un pueblo'), en el que ensaya nuevas formas de construir un relato autobiográfico: con la secuencia de un diario de trabajo que la voz poética desarrollará en un futuro, se describen de forma taxonómica y metonímica lugares y los sedimentos de la historia de su localidad natal.
El viajar y residir en diversos lugares influyó en toda su obra y más concretamente en Orte ('Lugares'). En esta recopilación de apuntes, que son como pinceladas nostálgicas y sugerentes, recuerda lugares y ambientes de Alemania y de otras partes del mundo.

## Premios y reconocimientos
Recibió varios premios:
En 1955 recibió el premio Georg-Büchner-Preis.
En 1965 y 1967 nominada para el Premio Nobel de literatura.
En 1967 recibió el premio Pour le Mérite for Sciences and Arts.
En 1973 recibió el Premio Roswitha.
En 1984 la Evangelische Akademie Tutzing creó en su honor y recuerdo el Premio de literatura Marie-Luise-Kaschnitz.

## Obras traducidas al castellano
- Lugares (Orte) (Editorial Pre-Textos, 2007. Traducción de Fruela Fernández)
- Aún no está decidido (Steht noch dahin) (Editorial Pre-Textos, 2008)
- La Casa de la Infancia (Das Haus der Kindheit) (Editorial Minúscula, 2009. Traducción de Rosa Pilar Blanco)
- La niña gorda y otros relatos inquietantes (Das dicke Kind), antología con una docena de relatos (Hoja de Lata Editorial, 2015. Traducción de Santiago Martín Arnedo)
- La sonámbula y más relatos inquietantes. (Hoja de Lata Editorial, 2017. Traducción de Santiago Martín Arnedo)